# Salaheddine Mraouni
Salaheddine Mraouni, aussi orthographié Salah Eddine Mraouni, est un coureur cycliste marocain, né le 28 décembre 1992 à Casablanca. 

## Biographie
Salaheddine Mraouni naît le 28 décembre 1992 à Casablanca au Maroc.
Il se révèle au cours de la saison 2014. Dès le mois de janvier, il est sélectionné par l'équipe nationale pour participer à la Tropicale Amissa Bongo, épreuve phare du continent africain. Il y réalise deux tops 10 et se classe dixième au classement général. En février, il réalise deux tops 10 lors du Tour de la province du Sahara, une compétition nationale marocaine. Le mois suivant, il participe au Circuit international d'Alger, qu'il termine huitième, au Tour d'Algérie, qu'il finit en douzième position, au Tour international de Sétif qu'il boucle à la sixième place et le Critérium international de Sétif, où il termine troisième, devancé au sprint par son compatriote Mouhssine Lahsaini et Mekseb Debesay. En avril, toujours sélectionné par l'équipe nationale du Maroc, il réalise trois tops 5, dont deux podiums au Tour du Maroc. Vainqueur d'un critérium à Kénitra le 20 avril, le coureur prend part en mai au trois manches du Challenge du Prince, qu'il finit les trois dans le top 5. En juin, il coupe la ligne du championnat du Maroc en deuxième position et devient donc champion du Maroc sur route espoirs.
En septembre, il figure dans la liste des marocains qui disputeront les championnats du monde sur route à Ponferrada. Il se classe, de manière presque anecdotique, 115e de la course en ligne et 53e du contre-la-montre des moins de 23 ans. Il prend ensuite la destination du Cameroun en novembre au Grand Prix Chantal Biya, course classée 2.2 dans le calendrier de l'UCI Africa Tour, où il remporte la 2e étape, terminant par la même occasion la course au cinquième rang final. Une semaine plus tard, il prend également le départ du Tour du Rwanda. Il gagne la quatrième érape, qui franchissait de grands cols. Il déclare à ce sujet : « J'aime ce genre d'arrivée dangereuse. Il fallait prendre des risques pour s'imposer ». Il récidive lors de la dernière étape de l'épreuve, qu'il termine en cinquième position.
Il reprend la compétition en 2015 au Tour d'Égypte, dont il prend la septième place. Ses bonnes performances tout au long de la saison, notamment chez lui au Maroc, lui permettent de remporter l'UCI Africa Tour.
Après une saison 2016 marquée par des chutes, il est recruté par la nouvelle équipe continentale Kuwait-Cartucho.es en 2017. Il effectue tout d'abord sa rentrée avec l'équipe nationale du Maroc pour les Challenges de la Marche verte, au cours duquel il monte sur la troisième marche du podium de l'une de ses manches, le Grand Prix Al Massira. Au mois de février, il est engagé avec sa nouvelle équipe sur le Tour du Haut-Var et le Tour La Provence, en France. Cependant, le rythme élevé de ces deux compétitions professionnelles le contraignent à chaque reprises à l'abandon, dès le deuxième jour. De retour avec la sélection marocaine, il termine quatrième de la Tropicale Amissa Bongo, avant de s'illustrer sur le Tour du Cameroun (2e), où il s'adjuge le maillot vert du classement par points, grâce entre autres à ses deux victoires d'étape. Près d'un mois plus tard, il s'impose sur la sixième étape du Tour du Maroc, devant son compagnon d'échappée Patrik Tybor. 
Son retour en Europe se déroule début juin sur le Tour de Cova da Beira, où il se retire dès la première étape. Après un nouvel abandon sur la Classique d'Ordizia, il obtient six jours plus tard la 38e place du Circuit de Getxo, puis se présente au départ du Tour du Portugal, sans réaliser toutefois de résultat notable. Toujours durant l'été, il monte sur la troisième marche du podium du Tour de Xingtai. En septembre, il est de nouveau retenu en équipe du Maroc pour les championnats du monde sur route, prenant part à la première échappée de l'épreuve sur le circuit de Bergen. Il conclut la saison de fort belle manière en remportant le Tour du Faso,.

## Palmarès sur route

### Par années
- 2014
  -  Champion du Maroc sur route espoirs
  - 2e étape du Grand Prix Chantal Biya
  - 4e et 7e étapes du Tour du Rwanda
  - 2e du championnat du Maroc sur route
  - 2e du Challenge du Prince - Trophée de la maison royale
  -  Médaillé de bronze au championnat arabe du contre-la-montre
  - 3e du Critérium international de Sétif
- 2015
  - UCI Africa Tour
  - Challenges de la Marche verte - Grand Prix Sakia El Hamra
  - Challenge du Prince - Trophée princier
  - 2e des Challenges de la Marche verte - Grand Prix Oued Eddahab
  - 2e des Challenges de la Marche verte - Grand Prix Al Massira
  - 2e du Circuit international d'Alger
  - 2e du Challenge du Prince - Trophée de l'anniversaire
  - 2e du Challenge des phosphates - Grand Prix de Khouribga
  - 3e du Prix du Saugeais
- 2016
  - 1re étape du Tour du Maroc
  -  Médaillé de bronze du championnat d'Afrique du contre-la-montre par équipes
- 2017
  - 4e et 8e étapes du Tour du Cameroun
  - 6e étape du Tour du Maroc
  - Classement général du Tour du Faso
  - 2e du Tour du Cameroun
  - 3e du Tour de Xingtai
- 2023
  - 3e étape du Tour de de Marrakech-Safi
  - 2e du Grand Prix de la Famille Royale
  - 3e du Tour de Marrakech-Safi

### Classements mondiaux
| Année           | 2014 | 2015 | 2016 | 2017 |
| --------------- | ---- | ---- | ---- | ---- |
| UCI Africa Tour | 5e   | 1er  | 29e  | 9e   |
| UCI Asia Tour   |      |      |      | 249e |

## Palmarès sur piste

### Championnats d'Afrique
- Casablanca 2018
  -  Médaillé d'argent de la poursuite par équipes